# Club Polideportivo Mérida
Maillots
Le Club Polideportivo Mérida est une équipe de football basée à Mérida en Estrémadure, fondée en 1912 et dissoute en 2000 pour cause de problèmes financiers,. Son ancienne équipe filiale, le Mérida UD, lui succède alors.

## Histoire
Le club évolue en première division lors de la saison 1995-1996 puis lors de la saison 1997-1998.
Il évolue également pendant 7 saisons en deuxième division : de 1991 à 1995, puis lors de la saison 1997-1997, et enfin de 1998 à 2000.
Le club atteint les quarts de finale de la Copa del Rey à deux reprises, en 1998 puis en 2000.

## Bilan saison par saison
| Saison    | Division             | Place | Copa del Rey  |
| --------- | -------------------- | ----- | ------------- |
| 1943-1944 | Tercera División     | 10e   |               |
| 1944-1945 | Tercera División     | 8e    |               |
| 1945-1946 | Tercera División     | 10e   |               |
| 1946-1947 | Tercera División     | 7e    |               |
| 1947-1948 | Regional Preferente  | —     |               |
| 1948-1949 | Regional Preferente  | —     |               |
| 1949-1950 | Tercera División     | 16e   |               |
| 1950-1951 | Tercera División     | 9e    |               |
| 1951-1952 | Tercera División     | 4e    |               |
| 1952-1953 | Tercera División     | 9e    |               |
| 1953-1954 | Tercera División     | 4e    |               |
| 1954-1955 | Tercera División     | 2e    |               |
| 1955-1956 | Tercera División     | 3e    |               |
| 1956-1957 | Tercera División     | 1er   |               |
| 1957-1958 | Tercera División     | 4e    |               |
| 1958-1959 | Tercera División     | 11e   |               |
| 1959-1960 | Tercera División     | 4e    |               |
| 1960-1961 | Tercera División     | 15e   |               |
| 1961-1962 | Regional Preferente  | —     |               |
| 1962-1963 | Tercera División     | 9e    |               |
| 1963-1964 | Tercera División     | 11e   |               |
| 1964-1965 | Tercera División     | 9e    |               |
| 1965-1966 | Tercera División     | 9e    |               |
| 1966-1967 | Tercera División     | 6e    |               |
| 1967-1968 | Tercera División     | 4e    |               |
| 1968-1969 | Tercera División     | 10e   |               |
| 1969-1970 | Tercera División     | 7e    | 1er tour      |
| 1970-1971 | Tercera División     | 17e   | 3e tour       |
| 1971-1972 | Regional Preferente  | —     |               |
| 1972-1975 | Divisions régionales | —     |               |
| 1975-1976 | Regional Preferente  | —     |               |
| 1976-1977 | Tercera División     | 15e   | 1er tour      |
| 1977-1978 | Tercera División     | 8e    | 1er tour      |
| 1978-1979 | Tercera División     | 4e    | 2e tour       |
| 1979-1980 | Tercera División     | 1er   | 1er tour      |
| 1980-1981 | Segunda División B   | 18e   | 1er tour      |
| 1981-1982 | Tercera División     | 2e    |               |
| 1982-1983 | Tercera División     | 6e    | 2e tour       |
| 1983-1984 | Tercera División     | 6e    | 1er tour      |
| 1984-1985 | Tercera División     | 4e    | 2e tour       |
| 1985-1986 | Tercera División     | 7e    | 3e tour       |
| 1986-1987 | Tercera División     | 12e   |               |
| 1987-1988 | Tercera División     | 2e    |               |
| 1988-1989 | Tercera División     | 1er   |               |
| 1989-1990 | Segunda División B   | 8e    |               |
| 1990-1991 | Segunda División B   | 4e    | 3e tour       |
| 1991-1992 | Segunda División     | 7e    | 5e tour       |
| 1992-1993 | Segunda División     | 9e    | 5e tour       |
| 1993-1994 | Segunda División     | 9e    | 8e de finale  |
| 1994-1995 | Segunda División     | 1er   | 3e tour       |
| 1995-1996 | Primera División     | 21e   | 3e tour       |
| 1996-1997 | Segunda División     | 1er   | 2e tour       |
| 1997-1998 | Primera División     | 19e   | 1/4 de finale |
| 1998-1999 | Segunda División     | 10e   | 1er tour      |
| 1999-2000 | Segunda División     | 6e    | 1/4 de finale |

- 2 saisons en Primera División (D1)
- 7 saisons en Segunda División (D2)
- 29 saisons en Tercera División[8]puis Segunda División B (D3)
- 16 saison en Regional Preferente puis Tercera División (D4)
- 3 saisons en Ligues régionales d'Espagne

## Palmarès
- Segunda División : 1995 et 1997